# 路德維希一世 (符騰堡-烏拉赫)
路德維希一世（德語：Ludwig I.，1412年—1450年9月23日），烏拉赫的符騰堡伯爵，埃伯哈德四世的長子，1419年至1450年在位。

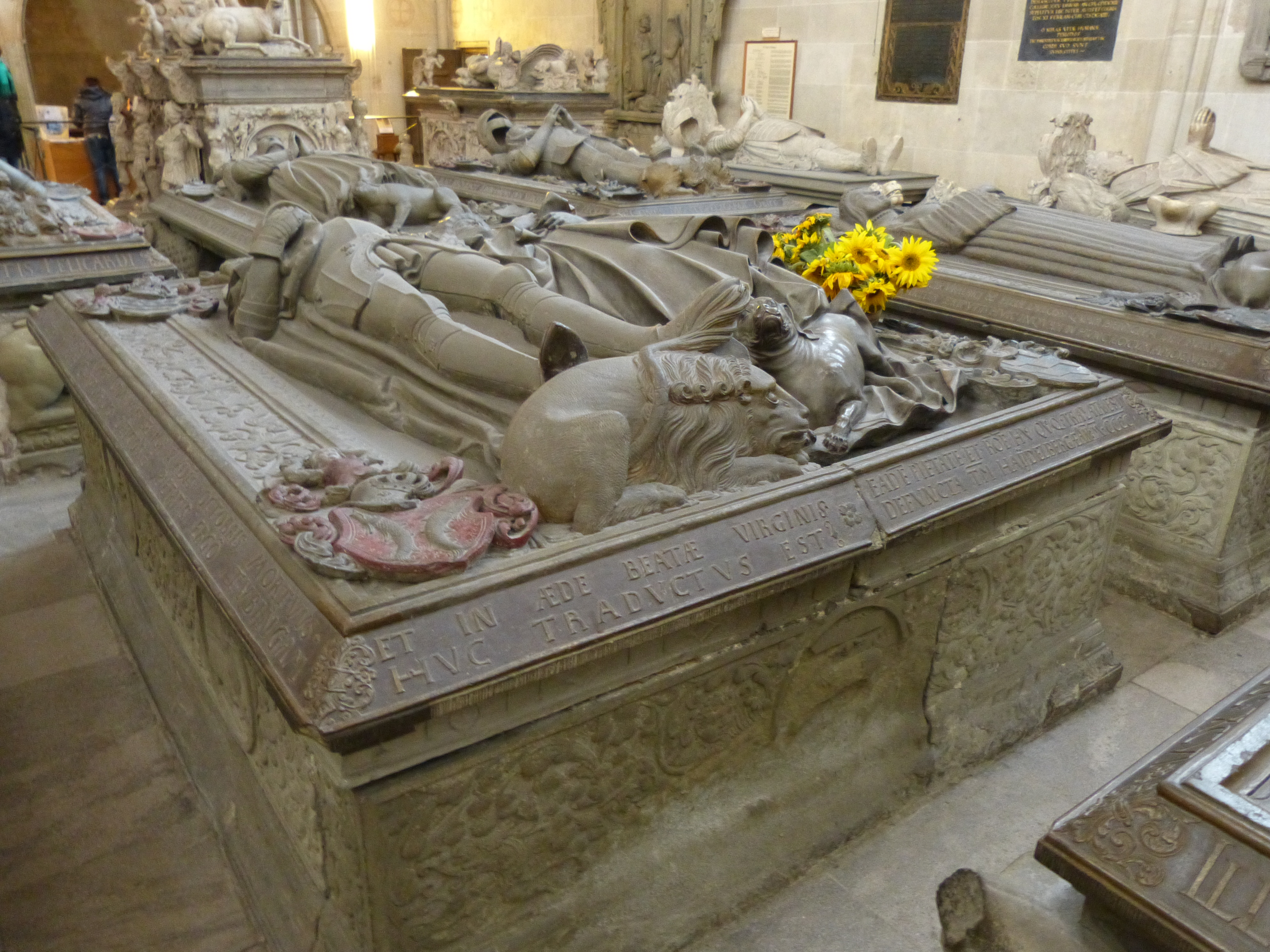
路德維希一世之墓

1442年，路德維希與弟弟烏爾里希簽訂尼爾廷根條約，路德維希獲得烏拉赫，烏爾里希獲得斯圖加特。

## 家庭
1436年，路德維希一世與普法爾茨選侯路德維希三世的女兒梅希蒂爾德結婚，兩人共有2子2女：
1. 路德維希二世（英语：Ludwig II, Count of Württemberg-Urach）（1439年—1457年）
2. 埃伯哈德五世（1445年—1496年）
3. 伊莉莎白（1447年—1505年），與拿騷-薩爾布魯根的約翰二世結婚
4. 梅希蒂爾德（？年—1495年）